# Acto Institucional Nº 7
El Acto Institucional N° 7 (o Decreto Constitucional N° 7) fue una norma dictada por el gobierno de la dictadura cívico-militar en Uruguay en el año 1977, por el que se anuló la inamovibilidad de los funcionarios públicos de la administración uruguaya, lo que trajo como consecuencia que los funcionarios públicos pasaran a una situación de disponibilidad, la cual una vez finalizada podía ser redistribuido a otras dependencias del Estado o finalizar el vínculo con este mismo. La finalidad de esta norma era la de reducir el número de funcionarios públicos así como de "deshacerse" de aquellos funcionarios que el régimen considerara que no adhirieran al régimen.
Como todos los demás Actos Institucionales fue una norma anticonstitucional debido a que supuso el ejercicio de facto del Poder Constituyente, el cual solo puede ser ejercido por la Nación (artículo 4° de la Constitución de Uruguay) expresándose por medio del Cuerpo Electoral a través de los mecanismos de reforma previstos por el artículo 331.

## Naturaleza jurídica
En cuanto a la naturaleza jurídica del Acto Institucional N° 7, según Ruben Correa Freitas, desde el punto de vista formal es un acto administrativo del Poder Ejecutivo de facto —un acto regla según la clasificación de actos administrativos de Léon Duguit— que establece una norma general y abstracta. En tanto que desde el punto de vista material o de su contenido, se trata de un acto constitucional. En los hechos los Actos Institucionales sustituyeron disposiciones de la Constitución de Uruguay de 1967 a pesar de que formalmente no se había seguido el procedimiento para su reforma previsto en el artículo 331 de la misma, y cuyo valor y fuerza jurídicos dimanó del hecho que fueron acatados y aplicados por las autoridades públicas. Sin embargo, para que tales normas fueran imputadas a la Nación —en quien radica la soberanía exclusivamente según la Constitución— tendrían que haber sido ratificados por el cuerpo electoral.

## Contenido
El Acto Institucional N° 7 dispuso la «situación de disponibilidad» para todos los funcionarios públicos, fueran amovibles o inamovibles, la cual podía ser simple —dispuesta «con motivo o en oportunidad de supresión o reorganización de servicios»— o calificada —fundada en «razones superiores de interés público o de mejor servicio»—.
Quienes hubieran pasado a «disponibilidad» podrían ser redistribuidos entre la Administración Pública, y quienes no lo fueren tendrían derecho de gozar un sueldo durante seis meses o un año, dependiendo del tipo de vínculo con la Administración y el tipo de disponibilidad. En esta última hipótesis, una vez finalizados los términos fijados para la disponibilidad —un año y medio para la disponibilidad simple, un año para la disponibilidad calificada, seis meses para la disponibilidad de los profesionales universitarios y vigencia del contrato— el vínculo cesaba automáticamente.